# Bruchidius sahelicus
Bruchidius sahelicus là một loài bọ cánh cứng trong họ Bruchidae. Loài này được Decelle miêu tả khoa học năm 1979.